# 盧甘斯克州戰役
自2022年9月19日起，俄羅斯入侵烏克蘭期間，在盧漢斯克州西部和哈爾科夫州東部东地一帶長達60公里的前线上有军事形態發展。该战线也被称为斯瓦托韋-克里米纳战线或库皮扬斯克-斯瓦托韦-克里米纳-比洛霍里夫卡战线，以前线的主要定居点命名。该战线始于乌克兰军队在哈尔科夫大反攻期间收复附近城市利曼的第二天，此后该前线在接下来的几个月里处于胶着状态。